# Небезпечний рай (фільм, 1930)
«Небезпечний рай» (англ. Dangerous Paradise) — американський драматичний фільм 1930 року режисера Вільяма Веллмана з Ненсі Керролл, Річардом Арленом та Ворнером Оландом у головних ролях.
Фільм за сценарієм Ґровера Джонса є адаптацією роману Джозефа Конрада «Перемога» 1915 року зі суттєвою зміною щасливого кінця, введеного в сюжет, який визнавав подібні зміни, внесені в німому фільмі 1919 року «Перемога» режисера Моріса Турнера.
Як це було звичайним явищем у перші роки створення звуку, фільм «Небезпечний рай» був перероблений кількома різними мовами кінокомпанією Paramount Pictures у студії Joinville в Парижі.

## Сюжет
Молодий чоловік на ім'я Хейст, втомлений від цивілізації, живе один на віддаленому острові десь на схід від Суеца. Під час одного зі своїх періодичних візитів до Сурабая він зустрічає Альму, руду артистку в бістро Шомберга. Щоб уникнути сексуальних домагань з боку своїх босів, Албма тікає на човен Хейста і стає його гостем. Вона пересяде на наступний пароплав… чи стане господинею острова? Перш ніж це питання буде вирішено, троє головорезів прибувають на острів у пошуках міфічного скарбу.

## У ролях
- Ненсі Керрол — Альма
- Річард Арлен — Хейст
- Ворнер Оланд — Шомберг
- Густав фон Сейффертітц — містер Джонс
- Френсіс Макдональд — Рікардо
- Джордж Коцонарос — Педро
- Доротея Волберт — місіс Шомберг
- Кларенс Вілсон — Занджакомо
- Евелін Селбі — місіс Занджакомо
- Віллі Фунг — Ванг